# Mayumi Kuroda
Mayumi Kuroda (黒田麻由美?, Kuroda Mayumi; Tokyo, 18 novembre 1966) è un'ex cestista giapponese.

## Carriera
Con il Giappone ha disputato i Campionati mondiali del 1990.